# Neocurtilla
Neocurtilla är ett släkte av insekter. Neocurtilla ingår i familjen mullvadssyrsor.
Kladogram enligt Catalogue of Life:
| Neocurtilla | \| \| Neocurtilla chiliensis \| \| \| \| \| \| Neocurtilla claraziana \| \| \| \| \| \| Neocurtilla hexadactyla \| \| \| \| \| \| Neocurtilla maranona \| \| \| \| \| \| Neocurtilla robusta \| \| \| \| \| \| Neocurtilla scutata \| \| \| \| |
|             | \| \| Neocurtilla chiliensis \| \| \| \| \| \| Neocurtilla claraziana \| \| \| \| \| \| Neocurtilla hexadactyla \| \| \| \| \| \| Neocurtilla maranona \| \| \| \| \| \| Neocurtilla robusta \| \| \| \| \| \| Neocurtilla scutata \| \| \| \| |
|             | Gryllotalpa |
|             | |
|             | Gryllotalpella |
|             | |
|             | Indioscaptor |
|             | |
|             | Scapteriscus |
|             | |
|             | Triamescaptor |
|             | |
|             | Neocurtilla chiliensis |
|             | |
|             | Neocurtilla claraziana |
|             | |
|             | Neocurtilla hexadactyla |
|             | |
|             | Neocurtilla maranona |
|             | |
|             | Neocurtilla robusta |
|             | |
|             | Neocurtilla scutata |
|             | |

|  | Neocurtilla chiliensis  |
|  |                         |
|  | Neocurtilla claraziana  |
|  |                         |
|  | Neocurtilla hexadactyla |
|  |                         |
|  | Neocurtilla maranona    |
|  |                         |
|  | Neocurtilla robusta     |
|  |                         |
|  | Neocurtilla scutata     |
|  |                         |